# (7017) Uradowan
(7017) Uradowan est un astéroïde de la ceinture principale.

## Description
(7017) Uradowan est un astéroïde de la ceinture principale. Il fut découvert le 1er février 1992 à Geisei par Tsutomu Seki. Il présente une orbite caractérisée par un demi-grand axe de 2,43 UA, une excentricité de 0,12 et une inclinaison de 7,3° par rapport à l'écliptique.

## Compléments